# Marques de dénombrement
Les marques de dénombrement sont une application du système unaire. Il s'agit d'une sorte de numéraux utilisés pour compter. Ils permettent de mettre à jour un compte intermédiaire sans effacer ni annuler celui-ci.
Ce système de numération était surtout populaire lors des siècles précédents[Quand ?], notamment parmi les prisonniers ou la troupe. Il consiste tout simplement à tracer autant de bâtons que d'unités en décomptant le nombre de jours qu'il reste pour purger une peine ou, pour un appelé, avant la quille.
Les dessins reproduits démontrent qu'il existe une nette tendance, dans le monde entier, à regrouper ces décomptes par cinq.

Marques utilisées en France, en Argentine, au Brésil et au Chili, le plus souvent sur les cartes de match
Marques utilisées notamment en Europe, au Zimbabwe, en Australie et en Amérique du Nord
Marques utilisées en Chine, au Japon, et en Corée[1], en écrivant successivement les cinq traits du caractère 正, signifiant notamment "exact, correct".